# پومپوری
پومپوری (به لاتین: Pumpuri) یک منطقهٔ مسکونی در لتونی است که در یورمالا واقع شده‌است. پومپوری ۱٫۷ کیلومتر مربع مساحت و ۵۲۳ نفر جمعیت دارد و ۳ متر بالاتر از سطح دریا واقع شده‌است.